# Арутюнян Гагік Гарушевич
Га́гік Гару́шевич Арутюня́н (вірм. Գագիկ Հարությունյան, нар. 23 березня 1948) — державний і політичний діяч Вірменії, перший прем'єр-міністр країни, голова Конституційного суду Вірменії.

## Біографія
- 1965–1970 — економічний факультет Єреванського державного університету.
- 1970–1973 — навчався в аспірантурі.
- 1973–1982 — викладав в альма-матер, потім був старшим викладачем, доцентом в Єреванському інституті народного господарства.
- 1977–1978 — проходив наукове стажування у Белградському університеті.
- 1982–1987 — економіст-лектор у ЦК компартії Вірменської РСР.
- 1987–1990 — завідувач соціально-економічним відділом ЦК КП Вірменії.
- 1990 — обраний депутатом Верховної ради Вірменської РСР, а потім заступником голови Верховної ради.
- 1991 — віце-президент Вірменії, одночасно з листопада 1991 до липня 1992 — прем'єр-міністр країни.
- З лютого 1996 — голова Конституційного суду, голова Ради центру конституційного права Вірменії.
- З жовтня 1997 — координатор постійно чинної конференції органів конституційного контролю країн молодої демократії та голова редакційної ради міжнародного журналу «Конституційне правосуддя».
- З грудня 1997 — чинний член Міжнародної академії інформатизації.
- З 1997 — член Європейської комісії «За демократію через право» Ради Європи.
- 23 квітня 1998 указом президента Вірменії присвоєно вищий кваліфікаційний клас судді.
- З листопада 1998 — член Міжнародної асоціації конституційного права.
- Березень 1999 — захистив докторську дисертацію на тему «Конституційний суд в системі державної влади (порівняльний аналіз)». Доктор юридичних наук, професор. Автор понад 120 наукових праць, присвячених проблемам регіонального розвитку, державного управління, демократизації суспільства, конституційного права та конституційного правосуддя.
- Лютий 2009 — лауреат вищої юридичної премії «Феміда» за 2008 рік у номінації «Співдружність незалежних держав».